# Eastern Plays
Eastern Plays (bulgarisch Източни пиеси Istotschni piessi) ist ein bulgarisches Filmdrama von Kamen Kalew aus dem Jahr 2009. Der Film erzählt die Geschichte eines Heroinsüchtigen auf der Suche nach Halt und porträtiert die Abgründe der bulgarischen Gesellschaft.

## Inhalt

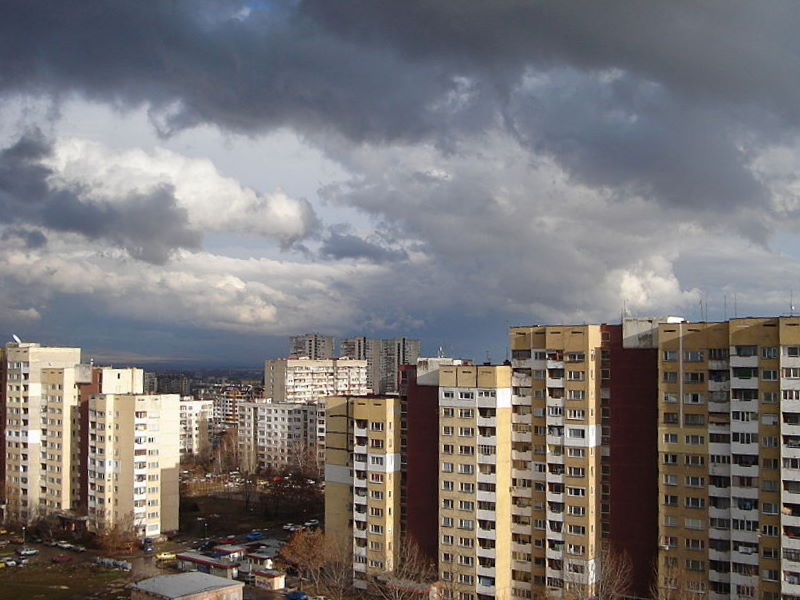
Plattenbauten in Mladost

Der 17-jährige Georgi lebt in der Sofioter Plattenbau-Vorstadt Mladost. Zu seinem Vater hat er kein Verhältnis, dessen Freundin verabscheut er. Er streift mit einem Bekannten ziellos durch Sofia, kifft, lässt sich tätowieren. Christo (Spitzname: Itso), dessen Erlebnisse parallel erzählt werden, arbeitet in einer Tischlerei. Nach der Arbeit holt er sich seine Methadon-Ration ab. Abends trifft er sich mit einem früheren Freund von der Kunstakademie, mit dem er sich über seine neuen Kunstwerke unterhält. Seine Freundin Niki, eine Schauspielstudentin, die etwas später hinzukommt, behandelt er grob und abweisend und betrinkt sich, bis er auf einem Tisch einschläft. Georgi wird derweil von seinem Bekannten mit dem brutalen Anführer einer Neonazi-Gang bekanntgemacht, der er beitreten soll.
Am nächsten Tag hat Niki Geburtstag. Christo, der den Geburtstag vergessen hat, versucht ihr zu erklären, dass er mit seinem kaputten Leben nicht der richtige für sie sei und sie ihn lieber verlassen solle. Sie ignoriert dies und geht stattdessen mit ihm in ein teures Restaurant, wo er sie und das Personal schlecht behandelt und sich abermals stark betrinkt, bis die verletzte Niki das Restaurant verlässt. Im selben Restaurant isst auch eine türkische Familie – Vater, Mutter, erwachsene Tochter – zu Abend, bis alle nachts das Lokal verlassen. Auf dem Rückweg wird die türkische Familie von Georgis Neonazi-Gruppe angegriffen. Der Anführer der Gruppe und Georgi selbst schlagen den Vater brutal zusammen und verletzen ihn dabei schwer. Christo kommt zufällig am Schauplatz vorbei und versucht einzugreifen, wird aber ebenfalls niedergestreckt. Die Gang flieht, und während der blutende Itso einen Krankenwagen anruft, begegnet er kurz dem Blick des an ihm vorbeilaufenden Georgi.
Am nächsten Morgen fährt Christo nach Mladost, um seine Familie zu besuchen. Beim Mittagessen gibt es Streit zwischen ihm, Georgi – seinem Bruder – und ihrem Vater, der sie beschimpft. Christo und Georgi fliehen nach draußen, wo sie Witze über ihre trostlose Umgebung machen. Christo fragt seinen Bruder schließlich, was er mit „solchen Idioten“ zu schaffen habe. Georgi weiß keine Antwort. Er bleibt zunächst, wenn auch widerwillig, in der Gang. Diese wird von mafiösen Politikern finanziert, deren Drecksarbeit sie erledigt. Schließlich provoziert Georgi den brutalen Gangchef, der ihn zusammenschlägt und damit entlässt. Kurz darauf zieht er mit einer Freundin in Christos kleine Wohnung.
Christo versucht, sein Leben zusammenzusetzen. Er geht zur Therapie, arbeitet an seiner Kunst, versucht, seine Freundin Niki loszuwerden. Im Krankenhaus lernt er Isil kennen, die Tochter der unter Schock stehenden türkischen Eltern, die Georgis Bande zusammengeschlagen hatte. Christo zeigt ihr einen wunderschönen Abend lang Sofia und nimmt sie mit auf ein Konzert der Band Nasekomix. Ihre Eltern jedoch sind traumatisiert von dem Angriff und möchten nicht, dass ihre Tochter mit einem Bulgaren verkehrt. Sie reisen deshalb überstürzt zurück nach Istanbul.
Die letzte Szene zeigt Christo bei seiner Ankunft in Istanbul.

## Hintergrund
Eastern Plays wurde ohne staatliche Filmförderung begonnen und teilweise durch einen privaten Sponsor finanziert. Über die internationale Co-Produktions-Plattform Sofia Meetings kam es zu einer Zusammenarbeit mit schwedischen Partnern, über die die Postproduktion finanziert werden konnte. Mit der Auswahl des Films für die Quinzaine des réalisateurs in Cannes übernahm das Bulgarische Nationale Film-Zentrum (NFC) die Kosten für Untertitel, Filmkopien und Transport.
Viele der Darsteller sind keine professionellen Schauspieler. So auch Christo Christow, auf dessen Leben und Alltag der Film beruht. Christow war ein Freund des Regisseurs Kamen Kalew. Gezeigt werden seine echte Wohnung, seine Holzwerkstatt und seine eigenen Schnitzarbeiten. 2008, kurz nach Ende des Filmdrehs, starb Christow im Alter von 38 Jahren an einer Überdosis Heroin.

## Premiere und Auszeichnungen
Der Film feierte seine internationale Premiere bei den Filmfestspielen von Cannes 2009. Er war der erste bulgarische Film, der es seit 1990 in die Auswahl in Cannes geschafft hatte.
Der Film war Bulgariens offizielle Einreichung für die Kategorie bester fremdsprachiger Film bei der Oscarverleihung 2011, wurde aber nicht in die engere Nominierung aufgenommen.
- Tokyo International Film Festival 2009[3]
  - Tokyo Sakura Grand Prix (Bester Film)
  - Bester Regisseur (Kamen Kalew)
  - Bester Schauspieler (Christo Christow, postum)
- Sarajevo Film Festival 2009[4]
  - CICAE Award
- Filmfestival in Antalya 2009[5]
  - Auszeichnung der Jugendjury
- Internationales Filmfestival Warschau 2009[6]
  - Preis im Wettbewerb 1 und 2 für Erst- und Zweitfilme von Regisseuren aus der ganzen Welt
- International Film Festival Bratislava 2009[7]
  - Bester Schauspieler (Christo Christow, zusammen mit Harold Torres für Norteado)
  - Bester Regisseur (Kamen Kalew)
  - Preis der Ökumenischen Jury (Kamen Kalew)
- Estoril Film Festival 2009[8]
  - Spezialpreis der Jury – João Bénard da Costa (zusammen mit The Girl)
- Trieste Film Festival – Alpe Adria Cinema 2010[9]
  - Premio CEI
- Angers European First Film Festival 2010[10]
  - Grand prix du jury long métrage Européen (Ex-aequo) (zusammen mit La Pivellina)
- Mons International Love Film Festival 2010[11]
  - Le Prix du Public – Prix Be TV
- Sofia International Film Festival 2010[12]
  - Kodak-Preis for Best Bulgarian Feature Film
- Las Palmas de Gran Canaria International Film Festival 2010[13]
  - Best First Time Director (Kamen Kalew)

## Kritiken
Iskra Krapatschewa berichtete in der Tageszeitung Standart von einem sehr bewegten Publikum anlässlich der Uraufführung in Cannes und bei der Premiere in Sofia. Dabei ging es auch um den Hauptdarsteller Christo Christow: „Der Film ist ein mit Liebe und Zärtlichkeit geführtes Tagebuch seines zerstörten Lebens. Das kleine Licht, das er ihm bringt, reicht nicht aus, um ihn vor sich selbst zu retten.“
Nikolai Tonew untersuchte in seiner Rezension auf dem bulgarischen Online-Medium avtora.com den Realismus bulgarischer Filme im Allgemeinen und von Eastern Plays im Besonderen: „Das amerikanische Massenkino setzt auf explosive Wirkung und Visualisierung, das bulgarische auf zugespitzten und schmerzhaften Realismus. Gerechtfertigt wird das durch den Mangel an Geldern, aber die Wahrheit ist, dass es an der Denkweise liegt. […] Und wir sehen in den ‚neuen‘ Filmen junge Autoren und junge Schauspieler, die rückwärts denken und das immer Gleiche wiederkäuen – Sozialismus, Postsozialismus, rauen Alltag und das alles durch das Prisma des Realismus gebrochen. Realismus, hauptsächlich durch Dreck und Elend neu erschaffen – um ihn noch realer zu machen. So echter Realismus, dass er am Ende unwirklich wird. […] Ich habe das alles gesagt, um am besten zu veranschaulichen, was Eastern Plays nicht ist. Realismus ist immer noch da, aber er ist genau bemessen – er ist nicht übertrieben und aufdringlich. […] Es gibt keine eigennützige Vulgarität und keinen unnötigen Naturalismus. Und es stellt sich heraus, dass dies ausreicht, um es zu genießen. So einfach und doch so effektiv.“
Mike Goodridge schrieb in Screendaily, der Online-Ausgabe des britischen Filmmagazins Screen International: „Eastern Plays, ein vollendetes Spielfilmdebüt des Bulgaren Kamen Kalew, beginnt, als wäre es nur ein weiteres Stück düsteren Realismus aus Osteuropa, entwickelt sich aber zu einem sensibel beobachteten Porträt eines jungen Mannes, der nach Jahren als Drogenabhängiger darum kämpft, sich selbst zu finden. Es ist eine bewegende, erhebende Geschichte, die bereits von Memento Films International in Vertrieb genommen wurde und die Aufmerksamkeit auf Kalew als Talent lenkt, das man sich merken sollte.“